# Powiat Pińczowski
Der Powiat Pińczowski ist ein Powiat (Kreis) in der Woiwodschaft Heiligkreuz in Polen. Der Powiat hat eine Fläche von 611,03 km², auf der 41.000 Einwohner leben.

## Gemeinden
Der Powiat umfasst fünf Gemeinden, davon zwei Stadt-und-Land-Gemeinden und drei Landgemeinden.

### Stadt-und-Land-Gemeinden
- Działoszyce
- Pińczów

### Landgemeinden
- Kije
- Michałów
- Złota